# アビメレク・オルティス
- アビメレク・オルティーズ
- アビメレク・オルティズ
- アビメレク・オーティズ
- アビメレク・オティーズ

アビメレク・オルティス（Abimelec Ortiz, 2002年2月22日 - ）は、 プエルトリコのバヤモン出身のプロ野球選手（一塁手）。左投左打。MLBのテキサス・レンジャーズ傘下所属。

## 経歴
2021年7月にテキサス・レンジャーズと契約してプロ入り。契約後、傘下のルーキー級ドミニカン・サマーリーグ・レンジャーズでプロデビュー。40試合に出場して打率.233、11本塁打、33打点、5盗塁を記録した。
2022年はA級ダウンイースト・ウッドダックスでプレーし、94試合に出場して打率.226、11本塁打、39打点、6盗塁を記録した。
2023年はA級ダウンイーストとA+級ヒッコリー・クロウダッズでプレーし、2球団合計で109試合に出場して打率.294、33本塁打、101打点、1盗塁を記録した。

## プレースタイル
最大の売りはパワー溢れる打撃であり、特に外角のボールに強い。一方、大柄な体格で俊敏さに欠け、左投げでポジションも限定的なため、指名打者が適任とも言われる。